# Schmallenberg

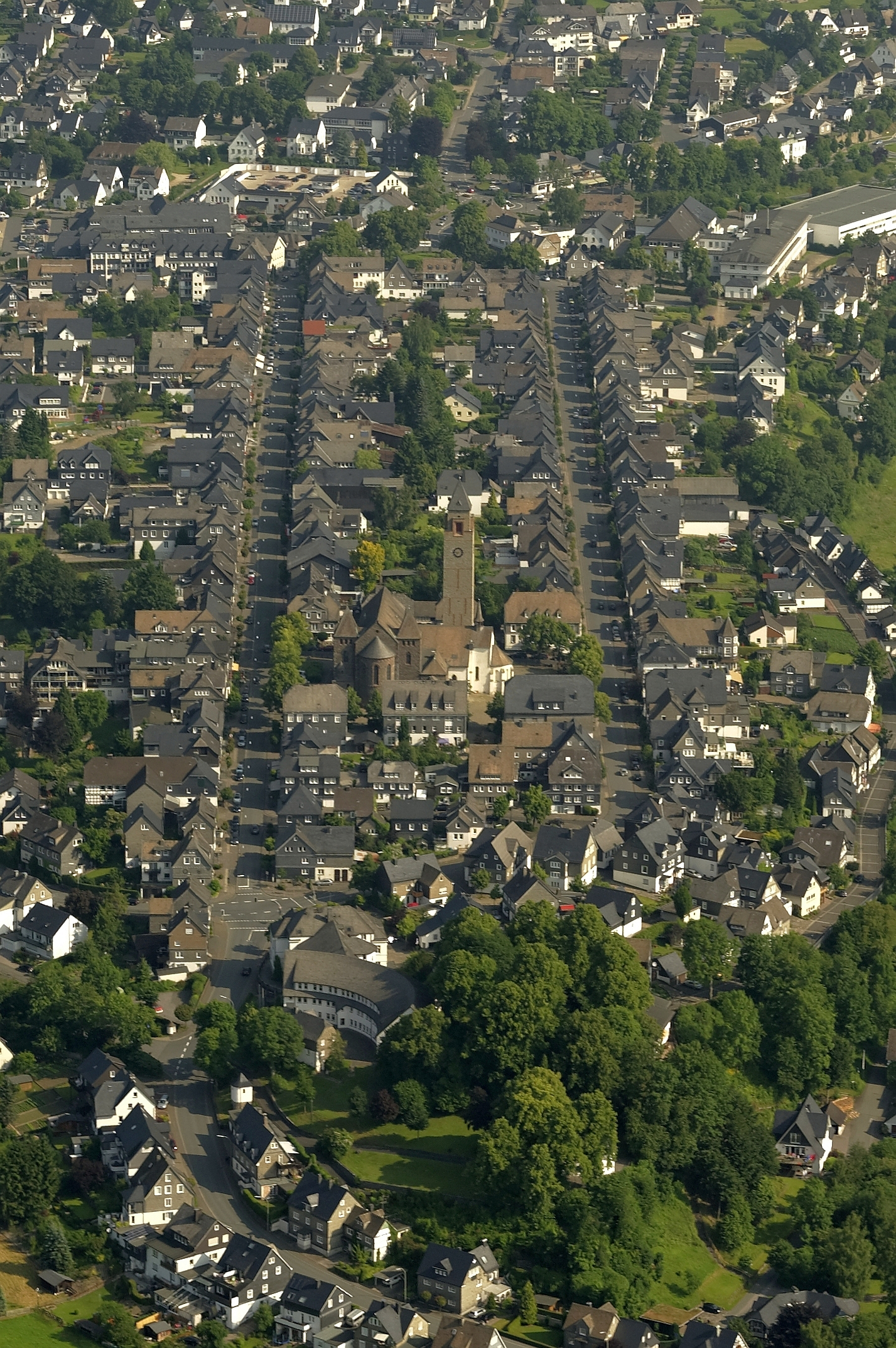
Schmallenberg City

Schmallenberg – miasto uzdrowiskowe w zachodnich Niemczech, w kraju związkowym Nadrenia Północna-Westfalia, w rejencji Arnsberg, w powiecie Hochsauerland. Według danych na rok 2010 miasto liczy 25 281 mieszkańców.

## Współpraca
Miejscowości partnerskie:
- Burgess Hill, Wielka Brytania
- Wimereux, Francja.

## Osoby związane ze Schmallenbergiem
- Franziskus Hennemann (1882–1951), biskup misyjny.